# José López Latorre
José Víctor López Latorre (* 15. Dezember 1922 in Rengo; † 24. April 2011) war ein chilenischer Fußballspieler. Der Mittelfeldspieler absolvierte sieben Länderspiele für Chile.

## Vereinskarriere
José López wurde in Rengo in der Región del Libertador General Bernardo O’Higgins geboren und wuchs in Recoleta in Santiago auf. Er begann auf dem Platz von Patronato de San Ramón und spielte dann bei Carlos Navarrete, dessen Trainer José Avendaño ihn 1940 dann zum CD Magallanes holte. Bei Magallanes debütierte López durch eine Erkrankung des Peruaners Pablo Pasache. Als dieser wieder einsatzbereit war, wich López auf die rechte Mittelfeldseite. Er spielte bei dem Verein 14 Jahre und beendete 1953 seine aktive Karriere bei Magallanes.

## Nationalmannschaft
José López debütierte unter Luis Tirado für die Nationalmannschaft beim Campeonato Sudamericano 1946 beim 2:1-Erfolg gegen Paraguay. Eigentlich war er als Ersatz für Domingo Pino in den Kader aufgenommen worden, doch dieser wurde bei der Auftaktniederlage gegen Uruguay vom Platz gestellt und durfte nicht mehr am Turnier teilnehmen. Im weiteren Turnierverlauf spielte López drei weitere Partien. La Roja beendete das Turnier mit zwei Siegen und drei Niederlagen als fünfte der sechs teilnehmenden Nationen.
Nach dem Campeonato 1946 spielte López noch Freundschaftsspiele für La Roja. Das letzte Länderspiel absolvierte der in Rengo geborene Mittelfeldspieler im April 1950 gegen Uruguay. Insgesamt kommt López auf sieben Länderspiele.